# أبو عمارة المكي
محمد بن أحمد بن أبي مرة أبو عمارة المكي، شاعر عباسي، لُقب بـشمروخ، وعاش في أوائل القرن الثالث الهجري ذكره المرزباني توفي في عام 232 هــ الموافق 846 م.